# Marina Nazionale Repubblicana
Marina Nazionale Repubblicana (M.N.R.) („Republikanische Nationalmarine“) war die Bezeichnung der kleinen italienischen Marine, die nach der Kapitulation Italiens am 8. September 1943 den Krieg im Rahmen der Streitkräfte der Italienischen Sozialrepublik (Repubblica Sociale Italiana – RSI) auf der Seite Hitler-Deutschlands und der Achsenmächte bis zum Ende fortsetzte.

## Geschichte
Unmittelbar nach Bekanntgabe des einseitigen Waffenstillstandes mit den Alliierten (Waffenstillstand von Cassibile) am 8. September 1943 besetzte die deutsche Wehrmacht Nord- und Mittelitalien und entwaffnete die in ihrem Machtbereich verbliebenen italienischen Streitkräfte (Fall Achse). Gemäß der Waffenstillstandsbestimmungen hatte sich die Flotte der königlichen Marine Italiens auf den Weg nach Malta gemacht, wo sie den Alliierten auszuliefern war. Ein kleiner Teil der Flotte konnte oder wollte diesen Befehlen nicht folgen und wurde daher von der deutschen Kriegsmarine erbeutet oder schloss sich dieser freiwillig an.
In La Spezia befand sich die italienische Marinespezialeinheit Xª Flottiglia MAS unter dem Kommando des Fregattenkapitäns (Capitano di Fregata) Junio Valerio Borghese. Dieser gab den Befehl, sich gegen jeden Angriff mit Waffengewalt zu verteidigen, seine Einheit wurde jedoch von deutschen Streitkräften nicht angegriffen. In den Tagen nach dem Waffenstillstand entschied sich Borghese, den Krieg auf deutscher Seite gegen die Alliierten fortzusetzen. Zu diesem Zweck schloss er mit deutschen Stellen ein Abkommen, dass seiner Spezialeinheit unter deutschem Oberbefehl eine weitgehende Autonomie einräumte. Da alle anderen italienischen Militärverbände von deutschen Streitkräften entweder aufgelöst oder eingezogen worden waren, bildete die Xª Flottiglia MAS die erste Militäreinheit der faschistischen Sozialrepublik, deren Streitkräfte erst Ende Oktober 1943 offiziell entstanden.
Bis zum 14. Februar 1944, als Borghese stellvertretender Admiralstabschef wurde, unterstand die Xª Flottiglia MAS der nationalrepublikanischen Marine nur formal und auch danach operierte sie weitgehend selbständig. Bis zum Waffenstillstand handelte es sich bei Borgheses Flottille um eine kleine Spezialeinheit, die sich im Krieg mehrfach ausgezeichnet hatte. Der besondere Ruf dieser Einheit zog nach dem Waffenstillstand eine relativ große Anzahl von Freiwilligen an, mit denen Borghese einen divisionsstarken Großverband (Divisione Decima) aufbaute, der an Land gegen alliierte Truppen und gegen jugoslawische und italienische Partisanen eingesetzt wurde. Diese knapp 20.000 Soldaten bildeten de facto eine Art Privatarmee Borgheses und nur de jure den wesentlichen Teil der republikanischen Nationalmarine.
Während die deutsche Seite Borghese und seiner Truppe weitgehende Handlungsfreiheit einräumte und sogar deutsche Marinespezialeinheiten in Italien ausbilden ließ, vertraute man dem Rest der republikanische Nationalmarine kaum. Von den im September 1943 erbeuteten oder eingezogenen italienischen Seefahrzeugen wurden nur sehr wenige zurückgegeben. Zum Teil operierten diese mit gemischten Besatzungen und deutschen Kennungen unter italienischer Flagge. Die republikanische Nationalmarine verfügte über rund 80 kleinere Seefahrzeuge, vor allem MAS-Boote, U-Jagd-Boote verschiedener Art sowie einige wenige Korvetten und andere Boote, von denen zeitweise nur zehn einsatzbereit waren. Die wichtigsten Stützpunkte befanden sich in Genua, La Spezia, Venedig und Pola, wo auch kleinere Marinekommandos angesiedelt waren. Die Einsätze beschränkten sich auf den küstennahen Bereich und auf das Legen von Minen.
Die 3. Marineinfanteriedivision „San Marco“ bestand nur zu einem kleinen Teil aus Marinesoldaten. Diese Division gehörte zum nationalen Republikheer. Sie ist nicht mit Borgheses Decima MAS zu verwechseln.